# Kanton Rive-de-Gier
Rive-de-Gier is een kanton van het Franse departement Loire. Het kanton maakt deel uit van het arrondissement Saint-Étienne.

## Gemeenten
Het kanton Rive-de-Gier omvatte tot 2014 de volgende 10 gemeenten:
- Châteauneuf
- Dargoire
- Genilac
- Pavezin
- Rive-de-Gier (hoofdplaats)
- Sainte-Croix-en-Jarez
- Saint-Joseph
- Saint-Martin-la-Plaine
- Saint-Romain-en-Jarez
- Tartaras

Ingevolge de herindeling van de kantons bij decreet van 26 februari 2014, met uitwerking in 2015, omvat het kanton volgende 11 gemeenten :
- Châteauneuf
- Dargoire
- Farnay
- Genilac
- La Grand-Croix
- Lorette
- Rive-de-Gier
- Saint-Joseph
- Saint-Martin-la-Plaine
- Saint-Paul-en-Jarez
- Tartaras